# Alexander Winters
Alexander „Alex“ Sean Winters (* 1989 in Los Angeles, Kalifornien) ist ein US-amerikanischer Schauspieler, Stuntman, Kurzfilmproduzent und ein Model. Er lebt und wirkt überwiegend in Bangkok, Thailand.

## Leben
Winters stammt ursprünglich aus Los Angeles. Er studierte von 2007 bis 2010 an der University of California. Sein Schauspieldebüt gab er 2013 im Film Final Recipe. Es folgten 2014 Besetzungen in den Spielfilmen Last Flight, Skin Trade und One Woman. 2016 erhielt er unter anderen eine Nebenrolle im Film Mechanic: Resurrection. Im selben Jahr war er das Stuntdouble von Sean Keenan in Hard Target 2, von Jean Dujardin in Brice 3 und von Matthew McConaughey in Gold – Gier hat eine neue Farbe. 2017 war er in der Rolle des Lucas als einer der Hauptdarsteller im Actionfilm King Arthur and the Knights of the Round Table zu sehen. Außerdem wirkte er als Nebendarsteller in American Assassin mit. 2019 fungierte er in The Last Full Measure als Stuntdouble für Jeremy Irvine. 2020 produzierte er den Kurzfilm Connected. 2020 spielte er in der Rolle des Joe im Film Da 5 Bloods mit. Größere Rollen erhielt er außerdem in English Dogs sowie Tremors: Shrieker Island. Als Soldat spielte er im Film The Greatest Beer Run Ever mit.
Winters wirkte in Werbespots unter anderen von Coca-Cola, Nivea oder Eucerin mit, die im japanischen und thailändischen Fernsehen gezeigt wurden.

## Filmografie (Auswahl)

### Schauspiel
- 2013: Final Recipe
- 2014: Last Flight (Jue min hang ban)
- 2014: Skin Trade
- 2014: One Woman
- 2015: Dancin': It's On!
- 2016: Time Rush
- 2016: The Asian Connection
- 2016: Mechanic: Resurrection
- 2016: The Beginning of the End
- 2017: King Arthur and the Knights of the Round Table
- 2017: Vivegam
- 2017: American Assassin
- 2017: Beyond Return (Kurzfilm)
- 2018: Buffalo Boys
- 2018: InTruder (Kurzfilm)
- 2020: Invincible
- 2020: Da 5 Bloods
- 2020: English Dogs
- 2020: Tremors: Shrieker Island
- 2020: Daytime Nightmare
- 2021: Cello (Kurzfilm)
- 2022: Fistful of Vengeance
- 2022: The Greatest Beer Run Ever
- 2022: Battle for Saipan

### Stunts
- 2016: Hard Target 2
- 2016: Brice 3
- 2016: Gold – Gier hat eine neue Farbe (Gold)
- 2017: Vivegam
- 2019: The Last Full Measure
- 2019: Hitman Undead
- 2021: Kate

### Produktion
- 2020: Connected (Kurzfilm)